# Bompas (Ariège)
Bompas település Franciaországban, Ariège megyében. Lakosainak száma 200 fő (2022. január 1.). Bompas Arignac, Arnave, Mercus-Garrabet és Tarascon-sur-Ariège községekkel határos.

## Népesség
A település népességének változása:
| Lakosok száma | 159  | 145  | 214  | 202  | 205  | 201  | 195  | 192  | 193  | 200  |
|               | 1968 | 1982 | 1990 | 2006 | 2013 | 2015 | 2017 | 2019 | 2020 | 2022 |